# Distretto di Dong (Incheon)
Dong (Hangŭl: 동구; Hanja: 東區) è un distretto di Incheon. Ha una superficie di 7,19 km² e una popolazione di 75 513 abitanti al 2005.